# Gêmeas Nete
Gêmeas Nete (em Italiano Le gemelle Nete) foi um duo italiano de cantoras de música popular das décadas de 1940 e 1950 até aos anos 80.

## História
Nascidas em 1911, em Trinità, província de Cuneo, começaram a trabalhar como costureiras: Neta (Anna) especializando-se com as camisas, e China (Domenica) nos bordados. Aprenderam a tocar violão e bandolim sozinhas.
Durante mais de quarenta anos, cantaram e tocaram as mais conhecidas canções populares dos trabalhadores e do milagre econômico, o Boom Económico Italiano, gravando discos e participando de programas televisivos.
China faleceu em 1990. Neta continuou a atividade artística com outros cantores e grupos: em 2001, por ocasião dos seus 90 anosde idade, foi publicado um livro que contava a atividade artística do grupo, com introdução, entre outros, de Renzo Arbore, Aldo Grasso e Michele Serra. Neta faleceu em 2002.